# بوبكر تراوري (لاعب كرة قدم، مواليد 2001)
بوبكر تراوري (بالفرنسية: Boubacar Traoré)‏ (من مواليد 20 أغسطس 2001) هو لاعب كرة قدم مالي محترف يلعب كلاعب خط وسط لنادي وولفرهامبتون واندررز في الدوري الإنجليزي الممتاز، على سبيل الإعارة من نادي ميتز.